# Víctor Cerdà Martín
Víctor Cerdà Martín (1946, Palma, Mallorca) és un químic analític mallorquí que s'ha centrat en la recerca en el camp de l'automatització dels laboratoris i l'anàlisi mediambiental.
Cerdà es llicencià el 1969 en ciències químiques a la Universitat de Barcelona i s'hi doctorà el 1973 amb la tesi Sobre la fracción ligera del alquitrán de extracción procedente de la pirólisis de maderas duras, sota la direcció de Francisco Buscarons i Luis Eek Vancells. Ha estat professor de la Universitat de Barcelona (1970-72, 1974 i 1978-82), de la Universitat de Tarragona (1974-78), de la Universitat de Valladolid (1981-82) i de la Universitat de les Illes Balears des del 1982.
El 1986 fundà l'Association of Environmental Sciences and Techniques, AEST, de la qual és president; fou vicepresident (1988-92) de la Sociedad Española de Química Analítica, i és membre de diferents associacions i revisor de diferents revistes científiques. És coautor dels llibres Quimiometría (1988), An introduction to laboratory automation (1990), Espectroscopía atómica analítica (1990), Evaluación del impacto ambiental (1992), Contaminación radioactiva (1992), Wastewater Quality Monitor (1996), Tratamiento de datos experimentales (1997), Fundamentos de Química Analítica (1998), Métodos Electroanalíticos I (editor i autor, 2001), Introducción a la Química Analítica (2004), Introducción a los métodos de análisis en flujo (2006), Temas Avanzados de Quimiometría (2007), An introduction to flow analysis (2009), Flow Analysis: A Practical Guide (2014). També és autor o coautor de capítols de diferents obres i ha publicat més de 700 articles científics.